# 胡志強
胡志強（こ しきょう）は、中華民国（台湾）の政治家（中国国民党所属）。元台中市長（3期）。

## 経歴
中華民国国軍将校の子として北平に生まれ、国共内戦で台湾に移る。1970年、国立政治大学卒業（外交学士）、1978年、英サウサンプトン大学修士課程修了（政治学修士）、1984年、英オックスフォード大学ベリオール・カレッジ博士課程修了（国際関係論博士）。1986年、国立中山大学教授となった。
李登輝政権下の1991年から5年間、行政院新聞局局長兼政府スポークスマンを務めた。その後、駐米台北経済文化代表処代表、外交部長（蕭万長内閣）を歴任。2000年中華民国総統選挙の際には連戦候補（現：党名誉主席）の選挙対策本部のトップを任されたが惨敗。2001年から地方政界に転身し、生まれ育った台中市長として台中市の改革に辣腕を振るう。2006年に再選、2010年には三選した。2009年4月13日には、台湾の市長として初めて香港政府の招待を受け香港を訪問した。
馬英九、朱立倫とともに「馬立強」と呼ばれ、国民党の中堅世代の中心人物とされる。 2009年初めの世論調査で、現職の馬英九総統をおさえ、「最も総統にふさわしい政治家」に選ばれた。

## 家族
妻の邵暁鈴は元女優で、台北生まれだが本籍地は江蘇省の外省人2世である。